# Carolina Martuscelli Bori
Carolina Martuscelli Bori (São Paulo, 4 de enero de 1924-ibíd. 4 de octubre de 2004) fue una psicóloga, pedagoga, traductora brasileña, investigadora en el área de la Psicología Experimental.
Desarrolló actividades académicas en la Universidad de São Paulo, habiendo accedido hasta profesora emérita.

## Algunas publicaciones
- carolina Martuscelli Bori, j.c. Nogueira, r.r. Silva, m.c. Dal Pian, d.r. Hartwig, e. Tunes, j.c.c. De Rose, r.c. Rocha-Filho, t.m.s. De Rose. 1980a. Levantamento de dados para descrição e análise de problemas de desempenho de professores de química do segundo grau. En: Reunião plenária do conselho de reitores das Universidades brasileiras. Experiências e projetos de integração da Universidade com o ensino de primeiro e segundo graus. Livro de resumos. Natal 425-428

- ---------------------------------------, j.c. Nogueira, r.r. Silva, m.c. Dal Pian, d.r. Hartwig, e. Tunes, j.c. De Rose, r.c. Rocha-Filho, t.m.s. De Rose. 1980b. Problemas de ensino de Química no segundo grau na região de São Carlos. Encontro regional de química, S.B de Química. Livro de resumos; Araraquara, 82

- ---------------------------------------, s.p. Botomé, j.c.c. De Rose, e. Tunes. 1978. Desempenho de professores universitários no levantamento e caracterização de problemas de ensino: descrição de um procedimento. Anais da R.A. da Sociedade Psicologia de Ribeirão Preto : 213-214

- ---------------------------------------. 1974. Developments in Brazil. En: F.S. Keller y J.G. Sherman (org.) PSI- The Keller Plan Handbook. Menlo Park, CA, W.A. Benjamin, 65-72

- f.s. Keller, c.m. Bori, r. Azzi. 1964. Um curso moderno de Psicologia. Ciência e Cultura, 16, 397-399

### Libros
- carolina Martuscelli Bori, eunice Ribeiro Durham, helena Sampaio, Fernando Papaterra Limongi Neto, haroldo Torres. 2000. Eqüidade e heterogeneidade no ensino superior brasileiro. Editor	INEP, 61 pp.

- Álvaro Pacheco Duran, carolina Martuscelli Bori. 1981. Padrões de comunicação oral e compreensão da comunicação escrita na universidade: estudos no Nordeste. 235 pp.

- carolina Martuscelli Bori. 1969. Famílias de categorías baixa e média de status social de centros urbanos: caracterização das relações formais e informais dos membros e do papel social dos cônjuges. 158 pp.

- william josiah Goode, paul k. Hatt, carolina Martuscelli Bori. 1960. Métodos em pesquisa social. Volumen 3 de Biblioteca universitária (Companhia Editôra Nacional): Ciências sociais. 494 pp.

- Bertram A. Hutchinson, et al. 1960. Mobilidade e trabalho: um estudo na cidade de São Paulo'. Volumen 1 de Publicações: Pesquísas e monografias, Centro Brasileiro de Pesquisas Educacionais. Editor Centro Brasileiro de Pesquisas Educacionais, INEP, Ministério da Educação e Cultura, 451 pp.

## Honores
- Directora del Proyecto "Estación Ciencia" (USP/CNPp)[3]

- Fundación Universidad de Brasilia Consejo Director, presidenta Carolina Martuscelli Bori[4]

- Vicepresidenta de la Asociación Interciencia, 1983-1985

Presidenta
- Asociación Nacional de Pesquisa e Pós-Graduação em Psicologia, 1984-1986

- Área da Comissão de Acompanhamento e Avaliação de Cursos de Pós-Graduação do CAPES/MEC, 1985-1987.

- Sociedad Brasileña para el Progreso de la Ciencia, 1986-1989

- Sociedad Brasileña de Psicologia, 1992-1993

- Comisión de Especialistas de Psicologia del Ministerio de Educación y Deportes/ SESU, 1995-1996

Coordinadora
- Proyecto "Estación Ciencia, Universidad de São Paulo/ CNPq, 1990-1994

- Consejo do Núcleo de Pesquisa para o Ensino Superior (NUPES), 1995-1996

Miembro de
- Comisión de Implantación de PADCT/CAPES/MEC, 1983
- Consejo Editorial de The Journal of Personalized Instruction, Georgetown University, Washington
- Consejo Editorial de Ciencia y Cultura, Sociedad Brasileña para el Progreso de la Ciencia
- Consejo Editorial de Archivos Brasileños de Psicologia, Fundación Getúlio Vargas
- Consejo Editorial de Ciência Hoje, Sociedad Brasileña para o Progresso da Ciência
- Consejo Editorial de Revista de Fisioterapia de la USP, Universidad de São Paulo
- Consejo Editorial de Revista de Psicologia del Instituto de Psicologia, Universidad de São Paulo
- Consejo Editorial de Revista Brasileña de Terapia Comportamental y Cognitiva, iniciada en 1999

Editora
- de Psicologia, Sociedad de Estudios Psicológicos
- de Catálogos de Reseñas de Trabajos sobre Enseñanza de Ciencias y Matemática, 1985-1995